# Marco Fumo
Marco Fumo (Teramo, 2 maggio 1946) è un pianista italiano.

## Carriera
Ha cominciato ad occuparsi di Ragtime, in particolare Joplin, Lamb, Matthews, Morton, già agli inizi degli anni ottanta, aprendosi poi anche verso autori quali Saumell, Gottschalk e Cervantes fino a Gershwin e a Ellington attraverso il piano stride di Harlem, quartiere nero di New York.
Ha collaborato per vari anni con Nino Rota ed Ennio Morricone che hanno anche scritto per lui alcune composizioni. Vari compositori inoltre hanno scritto per lui brani ispirati al Ragtime : tra essi ricordiamo Lorenzo Ferrero, Armando Gentilucci, Marco Di Bari, Bruno Canino, Gianpaolo Chiti e molti altri.
Nei suoi concerti con orchestra è stato diretto tra gli altri da Nicola Samale, Nino Rota, Ennio Morricone, Enrico Intra, Bruno Tommaso, Giorgio Gaslini
Ha suonato in duo pianistico con Hugo Aisemberg, Enrico Pieranunzi e Kenny Barron
È stato professore di pianoforte nei conservatori di Matera, Bari, Pescara, Udine e Castelfranco Veneto, dove ha tenuto un biennio sperimentale di Letteratura pianistica afroamericana. È stato altresì titolare per alcuni anni della cattedra di Ragtime presso la Civica Scuola di Jazz di Milano

## Registrazioni
Ha inciso per RAI, RSI, Radio Vaticana, Pentaphon, Edi-Pan, Fonit Cetra, Dynamic, Soul Note, OnClassical, Odradek Records.

## Discografia

### Album
- Piano In Rag (1983) Fonit-Cetra
- Last Time Rag (1999) Dynamic
- Rhapsody in Black and White (2000) Dynamic
- The Early Ragtime: Tom Turpin, Scott Joplin, James Scott & Bix Beiderbecke (2014) OnClassical
- Reflections (2020) Odradek Records
- Il Mio Morricone: Tribute to a Friend (2021) Odradek Records
- Timeless (2022) Solo files Odradek Records

### Partecipazioni
- Beiderbecke: Modern Piano Suite / Joplin: Elite Syncopations / Matthews: Pastime Rag No. 5 / Morton: Grandpa's Spells (1999)
- Mario Cesa Volume II - di Bruno Canino, Roberto Fabbriciani, Guido Arbonelli, Federico Mondelci, Marco Fumo, Paolo Carlini, Marco Bonetti, Francesco Gesualdi, Ilaria Baldaccini, Vittorio Fusco, Nikolas Altieri, Sergio De Castris (2021)